# Gregorio San Miguel Angulo
Gregorio San Miguel Angulo (Balmaseda, 2 de desembre de 1940) és un ciclista basc, ja retirat, que va ser professional entre 1965 i 1971.
Durant la seva carrera esportiva destaca la seva actuació al Tour de França de 1968, en què es vestí amb el mallot groc durant una etapa, a manca de cinc etapes per la finalització de la carrera. Finalment acabà en quarta posició de la classificació general, a tan sols 14 segons de les places d'honor.
Va prendre part en sis edicions de la Volta a Espanya, aconseguint dues victòries d'etapa (1966, 1969) i el Gran Premi de la Muntanya (1966).

## Palmarès
- 1964
  - 1r a la Volta a Cantàbria
- 1965
  - 1r al Trofeu Jaumandreu (etapa de la Setmana Catalana)
  - 1r al G.P.San Juan y San Pedro de Lleó
- 1966
  - Vencedor d'una etapa de la Volta a Espanya i 1r del Gran Premi de la Muntanya
  - Campió d'Espanya de contrarellotge per regions (amb Biscaia)
- 1967
  - 1r a la Pujada a La Reineta
  - Vencedor d'una etapa de la Volta a Catalunya
  - Campió d'Espanya de contrarellotge per regions (amb Biscaia)
- 1968
  -  Campió d'Espanya de Muntanya
  - 1r de la Bordeus-Saintes
  - 1r de la Clàssica d'Ordízia
  - 1r a Maurs
  - Vencedor d'una etapa de la Volta a Suïssa
- 1969
  - 1r al Gran Premi Navarra
  - Vencedor d'una etapa de la Volta a Espanya

### Resultats a la Volta a Espanya
- 1965. 41è de la classificació general
- 1966. 13è de la classificació general. Vencedor d'una etapa. 1r del Gran Premi de la Muntanya
- 1967. 7è de la classificació general
- 1968. 36è de la classificació general
- 1969. 8è de la classificació general. Vencedor d'una etapa
- 1971. Abandona

### Resultats al Tour de França
- 1966. 37de la classificació general
- 1968. 4t de la classificació general. Porta el mallot groc durant 1 etapa
- 1969. Abandona (10a etapa)

### Resultats al Giro d'Itàlia
- 1967. Abandona